# El Pasador
El Pasador, anche noto come Paolo Zavallone, pseudonimo di Paolo Zavalloni (Riccione, 29 agosto 1932 – Bologna, 20 giugno 2023), è stato un compositore, tastierista, arrangiatore, direttore d'orchestra e cantante italiano salito alla ribalta nella seconda metà degli anni settanta.
Sua figlia Cristina Zavalloni è anch'essa attiva nel mondo della musica.
Dagli anni cinquanta ha usato lo pseudonimo Paolo Zavallone, in assonanza con Buscaglione e Carosone.

## Biografia
Inizia l'attività di musicista all'inizio degli anni cinquanta, entrando come tastierista nel gruppo che accompagnava Henghel Gualdi, per poi formare un proprio complesso nel 1957; nel suo gruppo militeranno, tra gli altri, anche il trombettista Al Korvin e la cantante Luciana Sasdelli.
Sono note le sue attitudini di compositore e pianista che lo hanno portato a successi internazionali.
Nel 1959 debutta anche come cantante, incidendo dapprima per la CAR Juke Box di Carlo Alberto Rossi, poi per la Club, etichetta distribuita dalla Dischi Ricordi, e poi per la Italian Yank, etichetta di proprietà di Alessandro Celentano, fratello di Adriano.
In quel periodo scrive anche canzoni per altri artisti, tra cui Le notti lunghe, inclusa da Adriano Celentano nel suo album del 1965 Non mi dir, e Non mi capirai, con testo di Vito Pallavicini, che Lalla Leone presenta a Un disco per l'estate 1967.
Nella seconda metà degli anni settanta adotta lo pseudonimo El Pasador: la caratteristica voce roca e i baffi da camionista facevano pensare a qualcosa di esotico, suggerito dal suo pseudonimo.
Autore di numerose sigle televisive della Rai (La sberla, Non stop, Signori si parte, ...) e altri titoli in stile disco music come Amada mia, amore mio e l'esotica Kilimangiaro, dirige l'orchestra al Festival di Sanremo 1978; nella stessa edizione incide la sigla, Jeans Flower, usando però il suo vero nome.
Con Amada mia, amore mio partecipa anche al Festivalbar 1977, e con Mucho Mucho al Festivalbar 1978 (inclusa anche nella relativa compilation). Divenne una sigla pubblicitaria utilizzata dal gruppo Migros per vari spot.
Nel 1980 ebbe una parte nel cast di Sbamm!, film di Francesco Abussi ed esordio come attore protagonista di Ezio Greggio.
In coppia con la figlia Cristina, all'epoca di nove anni, nel 1982 incise Papà ha la bua, sigla di un programma per la TV dei ragazzi, Tip Tap (poi Tip Tap Club).
Nel 1983 ha partecipato, come direttore d'orchestra, alla trasmissione televisiva Ci pensiamo lunedì andata in onda su Rai 2 alla domenica sera, insieme a Renzo Montagnani, Alida Chelli, ed il cantante di operette Sandro Massimini.
Negli anni ottanta incontra i Frati dell'Antoniano, per poi successivamente curare, insieme a Augusto Martelli, gli arrangiamenti delle canzoni dello Zecchino d'Oro dal 1989 fino al 2000, quando si ritira dagli schermi televisivi.
Scomparso quindi dalle scene, nel 2009 è stato ospite nella trasmissione televisiva I migliori anni, condotto da Carlo Conti.
Nel 2012 Amada mia, amore mio è stata inserita nella colonna sonora del film To Rome with Love di Woody Allen e fu campionata dai rapper Dargen D'Amico e J-Ax per il singolo L'amore a modo mio.
Muore a Bologna il 20 giugno 2023 a 90 anni.

## Discografia

### Come Paolo Zavallone
Album
- 1974 - Cocktail di stili

Singoli
- 1959 - Amo/Chanson d'amour
- 1959 - Your cheating heart/Bolero
- 1960 - Nuvole/Nessuno al mondo
- 1960 - Non cercatemi/Mama Inez
- 1960 - Cielo grigio/Quando c'è la luna piena
- 1961 - Amore mai/La donna dei sogni
- 1961 - Giaguaro/Voglio vivere
- 1961 - Sera al mare/Dimmelo in settembre
- 1962 - Cuando calienta el sol/Solo un'ora (Cha cha delle ore)
- 1962 - Jingle Bells Twist/Il vagabondo
- 1962 - Daniela/Moliendo Café
- 1962 - Tango italiano/Quando quando quando
- 1963 - Lacrime di una tromba/Gina
- 1965 - Surf dell'amore/Non mandarmi via

### Come El Pasador
Album
- 1975 - Madrugada
- 1976 - Amazonas

Raccolte
- 1976 - Il meglio di El Pasador
- 1978 - Amada Mia Amore Mio
- 1978 - La sberla

Singoli
- 1975 - Madrugada
- 1976 - Amazonas
- 1977 - Amada mia, amore mio
- 1977 - Non Stop
- 1978 - Mucho mucho
- 1978 - La sberla
- 1978 - Jeans Flower
- 1979 - Kilimangiaro
- 1980 - Good Bye Amore I Love You
- 1980 - Sbamm
- 1981 - Mexico (con Karina Huff)
- 1981 - Papà ha la bua (con Cristina Zavallone)

## Filmografia
- Sbamm!, regia di Franco Abussi (1980) - colonna sonora